# Chordeuma trifidum
Chordeuma trifidum är en mångfotingart som beskrevs av Ribaut 1913. Chordeuma trifidum ingår i släktet Chordeuma och familjen spinndubbelfotingar. Inga underarter finns listade i Catalogue of Life.